# Saison 6 de Gossip Girl
Chronologie
Saison 5
Cet article présente la sixième et dernière saison de la série télévisée américaine Gossip Girl.

## Généralités
- Le 11 mai 2012, la série a été initialement renouvelée pour une sixième et dernière saison de onze épisodes[1], mais après négociation avec la Warner[2], elle sera de dix épisodes[3].
- Le producteur exécutif Josh Safran a été remplacé par Sarah Goodman.
- La saison est diffusée à partir du 8 octobre 2012 aux États-Unis, et en simultané au Canada sur MuchMusic.

## Synopsis de la saison
Dans la sixième et dernière saison de la série, Chuck et Blair reviennent de Monte-carlo. Dan décide, quant à lui, d'écrire un nouveau roman. Nate est en couple avec une très jeune femme. Serena disparait mystérieusement. Plus tard, cette dernière rencontre un certain Steve Spence. Enfin, l'identité de Gossip Girl est révélée…

## Distribution
- Blake Lively (VF : Élisabeth Ventura) : Serena Van Der Woodsen alias S.
- Leighton Meester (VF : Laëtitia Godès) : Blair Waldorf alias B.
- Penn Badgley (VF : Anatole de Bodinat) : Dan Humphrey alias D., le « Garçon solitaire » ou « Humphrey »
- Chace Crawford (VF : Rémi Bichet) : Nathaniel « Nate » Archibald alias N.
- Ed Westwick (VF : Nessym Guetat) : Charles « Chuck » Bass alias C.
- Kaylee Defer (VF : Caroline Pascal) : Charlie Rhodes / Ivy Dickens

- Michelle Trachtenberg (VF : Chantal Macé) : Georgina Sparks
- Kelly Rutherford (VF : Céline Duhamel) : Lilian « Lily » Van Der Woodsen
- Matthew Settle (VF : Emmanuel Gradi) : Rufus Humphrey

### Acteurs récurrents et personnalités invités
- Connor Paolo  (V. F.: Gwenaël Sommier) : Eric Van Der Woodsen alias E. (épisode 10)
- Taylor Momsen (VF : Camille Donda) : Jenny Humphrey alias J. ou « Petite Jenny » (épisode 10)
- Jessica Szohr (V. F. : Laëtitia Laburthe) : Vanessa Abrams alias V. (épisode 10)
- Andrea Gabriel (en)[4] : Amira Abbar
- Barry Watson (V. F. : Mathias Kozlowski) [5] : Steven Spence
- Sofia Black D'Elia : Sage Spence
- Alexa Chung[6] : elle-même
- Tamara Feldman (VF : Céline Rotard) : Poppy Lifton[7]
- Robert John Burke (VF: Guillaume Orsat) : Bart Bass[7]
- Yin Chang (VF : Anouck Hautbois) : Nelly Yuki[7]
- Margaret Colin (VF : Annie Sinigalia) : Eleanor Waldorf
- Zuzanna Szadkowski (VF : Dorothée Jemma) : Dorota Kishlovsky
- Aaron Schwartz (en) (VF : Jérôme Berthoud) : Vanya
- Katie Cassidy (VF : Olivia Nicosia) : Juliet Sharp[8] (épisode 10)
- Kristen Bell[9] : Gossip Girl (épisode 10)

## Liste des épisodes

### Épisode 1:S dans la nature
- États-Unis : 8 octobre 2012 sur The CW[10]
- Québec : 27 août 2013 sur VRAK.TV
- France : 25 septembre 2013 sur TF6[11]
- Suisse : date inconnue sur RTS Un
- Belgique : date inconnue sur La Deux

- États-Unis : 780 000 téléspectateurs[12] (première diffusion)

- Michelle Trachtenberg (Georgina)
- Robert John Burke (Bart)
- Sofia Black D'Elia (Sage)
- Barry Watson (Steven)

Quatre mois se sont écoulés. Alors que Lily et Bart rentrent de vacances, Lily découvre que Serena a disparu, en voyant la pile de lettres et ses cartons dans sa chambre. Elle en parle un peu partout dans son entourage, ainsi faisant que Blair, Chuck, Nate, Georgina et Dan sont au courant, alors que chacun est occupé par leurs tâches respectives : Blair est à Paris pour diriger l'entreprise de sa mère, Chuck à Dubaï pour découvrir les secrets de son père, Dan en Italie avec Georgina pour continuer son nouveau tome de "Révélations" où il décide de vraiment s'attaquer à l'Upper East Side, et Nate rester à New-York, détenant un indice sur Gossip Girl qu'il est prêt à révéler dans son journal. On apprend aussi que Blair et Chuck ont fait un pacte : ils finissent leurs affaires de leur côté, et formeraient un couple après cela. Bien que tous les cinq se sont peu préoccupés de Serena pendant les vacances, ils mènent l'enquête séparément, Dan et Georgina étant à part. Pour sauver son amie, Nate décide de sacrifier son seul indice sur Gossip Girl, en la menaçant de révéler la vidéo d'elle en train de récupérer son ordinateur du sac de S. si elle ne l'aide pas. Etant donné que Georgina connaissait bien Serena lorsqu'elle était dans une période sombre de sa vie, elle sait où la trouver. Ils se retrouvent ainsi dans une maison dans la forêt, où est organisé un mariage. Ils la retrouvent, mais elle se fait passer pour une autre personne, Sabrina, comme dans le roman de Dan. Ils essayent de la convaincre de revenir, mais rien à faire, elle est déjà amoureuse d'un homme qui s'appelle Steven. Blair essaye de se faire pardonner, mais Serena ne veut pas la suivre, jugeant que leur relation est devenue conflictuelle et que ça ne sera plus jamais la même chose. Finalement, ils rentrent tous à New-York, et Serena aussi, voulant révéler sa vraie identité à Steven.
De son côté, Rufus héberge Ivy qui se retrouve sans rien. Celle-ci a pour but de manipuler Rufus pour atteindre Lily, et elle arrive à son but : elle couche avec lui, alors que Lily sait qu'ils vivent ensemble. Ils se font aussi surprendre par Dan, mais ils n'en savent rien.

### Épisode 2:C en famille
- États-Unis : 15 octobre 2012 sur The CW
- Québec : 3 septembre 2013 sur VRAK.TV
- France : 25 septembre 2013 sur TF6[11]

- États-Unis : 780 000 téléspectateurs[13]

- Michelle Trachtenberg (Georgina)
- Andrea Gabriel (Amira)
- Robert John Burke (Bart)
- Barry Watson (Steven)
- Sofia Black D'Elia (Sage)

Quelque temps après le retour de Serena à New-York, celle-ci essaye d'entrer dans l'âge adulte en organisant un gala et en ignorant Blair, qu'elle considère toujours comme une fille qui ne grandira jamais. Alors qu'elle se balade avec Nate, elle aperçoit son copain Steven avoir un rendez-vous au restaurant avec Sage, la nouvelle copine de Nate. Tandis que celui-ci rompt avec elle sans chercher d'explications, Serena décide de ne rien faire pour le moment, réaction qu'elle juge mature. 
De son côté, Blair a un rendez-vous avec une journaliste qui publiera sa ligne de vêtement. Malheureusement pour elle, cette journaliste n'est d'autre que Nelly Yuki. Et ce n'est pas tout : sa ligne de vêtements sera comparée avec celle de Poppy Lifton. Blair se rend compte qu'elle et Poppy ont le même imprimé, et demande à ses sous-fifres de saboter son défilé qui est organisé lors du gala de Serena. Quant à Dan, il est à la recherche avec Georgina d'un nouvel éditeur, mais tous ceux qu'il rencontre veulent modifier l'histoire pour diverses raisons, contrairement à ce qu'il souhaitait. Seul Nate, ayant fait une proposition, ne compte pas changer l'histoire, mais Georgina le juge trop de bas étage. 
Le soir venu, tout le monde est à la soirée de Serena. Nate s'aperçoit que Sage est quand-même venue à la fête, alors qu'il l'a évitée toute la journée. Serena, elle, a du mal à prétendre qu'elle ne sait rien sur ce mystérieux rendez-vous avec Steven. Steven, quand il voit Nate et Sage traîner ensemble, voit rouge et frappe Nate. Serena, qui a assisté à la scène, demande des explications : Steven est le père de Sage, elle a 17 ans et va à Constance. C'est un nouveau tournant pour Serena, mais accepte l'idée d'être belle-mère d'une jeune fille qui a presque son âge. Pour Nate, cela ne le fait pas reculer sur le fait d'être son petit-ami à nouveau. De son côté, Blair, qui imagine que Nelly Yuki et Poppy Lifton sont de mèche pour détruire sa réputation, vient les accuser, mais elles n'ont rien fait. B. est rassurée, et se fait virer de la fête après que Serena avait découvert qu'elle s'y était incrustée. Enfin, Dan, après avoir parlé avec Nelly qui est elle aussi considérée comme une "outsider", décide de ne pas se laisser marcher sur les pieds, et confie son histoire à Nate pour la publier.

### Épisode 3:S vs. S: Les dessous
- États-Unis : 22 octobre 2012 sur The CW
- Québec : 10 septembre 2013 sur VRAK.TV
- France : 25 septembre 2013 sur TF6[11]

- États-Unis : 950 000 téléspectateurs[14] (première diffusion)

- Barry Watson (Steven)
- Sofia Black D'Elia (Sage)
- Andrea Gabriel (Amira)
- Robert John Burke (Bart)
- Alexa Chung (elle-même)

### Épisode 4:B & C: À cheval sur les principes
- États-Unis : 5 novembre 2012 sur The CW
- Québec : 17 septembre 2013 sur VRAK.TV
- France : 25 septembre 2013 sur TF6[11]

- États-Unis : 660 000 téléspectateurs[15]

- Robert John Burke (Bart)
- Barry Watson (Steven)
- Michelle Trachtenberg (Georgina)
- Sofia Black D'Elia (Sage)

### Épisode 5:Gossip, mensonges et video
- États-Unis : 12 novembre 2012 sur The CW
- Québec : 24 septembre 2013 sur VRAK.TV
- France : date inconnue

- États-Unis : 730 000 téléspectateurs[16]

- Michelle Trachtenberg (Georgina)
- Robert John Burke (Bart)
- Barry Watson (Steven)
- Sofia Black D'Elia (Sage)

### Épisode 6:Le Côté obscur
- États-Unis : 19 novembre 2012 sur The CW
- Québec : 1er octobre 2013 sur VRAK.TV

- États-Unis : 720 000 téléspectateurs[17]

- Margaret Colin (Eleanor Waldorf)

Eleanor revient à New York pour tenter de remettre de l'ordre dans sa compagnie. Elle se rend compte que Blair n'est pas capable de diriger cette entreprise, la jugeant comme une lycéenne manipulatrice, qui laisse son côté obscur faire de l'ombre à Waldorf Designs. Tout au long de la journée, Blair a essayé de se prouver à elle-même et à sa mère qu'elle pouvait le faire, mais c'est un échec, et quand elle s'en rend compte, elle décide de démissionner. Heureusement, elles trouvent un terrain d'entente, et Blair décide de lancer sa ligne de vêtement pour lycéenne, étant donné que c'est à cette époque de sa vie qu'elle régnait.
Pendant ce temps, Ivy et Rufus organisent une exposition dans leur nouvelle galerie, mais ils apprennent rapidement que Lily organise une vente de charité de tableau au même moment. Comme Ivy a reçu son héritage de Cece, elle veut acheter tous les tableaux de Lily pour annuler cette vente, mais cette dernière décide de vendre son ultime tableau, là où Bart a caché l'enveloppe qui l'incrimine. Ivy obtient la vente de ce tableau, ce qui déplaît à Chuck qui a mené toute la journée avec Nate l'enquête pour retrouver cette enveloppe. Il finit par racheter le tableau à Ivy, mais celle-ci l'a doublée : elle a déjà pris l'enveloppe, et compte rendre à Lily la monnaie de sa pièce.

### Épisode 7:Il était encore une fois
- États-Unis : 26 novembre 2012 sur The CW
- Québec : 8 octobre 2013 sur VRAK.TV

- États-Unis : 840 000 téléspectateurs[18]

- Sofia Black D'Elia (Sage)
- Robert John Burke (Bart)
- Yin Chang (Nelly Yuki)
- William Baldwin (William Van Der Woodsen)

Ivy détient à présent le microfilm qui incrimine Bart. Elle organise un deal entre le père et le fils : celui qui arrivera à détruire la vie de Lily en premier aura le microfilm. Elle rejoint ensuite dans la chambre d'hôtel William, le père de Lola et Serena, qui est son véritable amour, car son histoire avec Rufus n'est qu'un jeu d'acteur. Bart, ne comptant pas détruire Lily, la prévient. Quant à Chuck, il ne veut pas lui faire du mal non plus, et met en place un plan pour piéger Ivy. Il va pour ça avoir besoin de l'aide de Dan qui doit fouiller l'appartement de Rufus pour le retrouver. Lily demande l'aide de Rufus, qui ne la croit pas jusqu'à ce qu'il aperçoit Ivy embrasser un homme. Il change d'avis et s'empare du microfilm pour le rendre à Lily, avec qui il a fait la paix. Alors qu'elle ne sait pas qu'elle n'a pas la vraie preuve, Bart organise une rencontre avec Ivy pour lui expliquer que Chuck  veut la piéger, grâce à des informations de la part de Nate, qu'il a menacé d'envoyer en prison pour avoir truqué les chiffres de son entreprise. Malheureusement, son plan, qui consistait à faire croire à une relation extraconjugale avec Bart pour humilier Lily, tombe à l'eau quand elle découvre que l'enveloppe censée contenir le microfilm est vide. Chuck, lui, découvre que le microfilm est en la possession de Lily, et essaye de la retourner contre Bart, mais elle veut croire dur comme fer que son mari a changé. Elle finit par jeter la preuve au feu, mettant fin à la chasse de Chuck.
Pendant ce temps, Dan et Serena veulent afficher leur couple publiquement, mais d'abord il faut qu'ils se réconcilient avec leurs proches, Dan avec son père, Nate et Chuck, et Serena avec Blair. Tout marche pour le mieux pour eux.
De son côté, Blair a peur que sa ligne de vêtement pour lycéenne ne fonctionne pas. Elle organise donc un plan avec Serena : cette dernière envoie une photo à Gossip Girl de Steven et elle s'embrassant, et quand Sage verrait ça, elle va demander l'aide de Blair, qui à son tour va lui demander de porter sa ligne de vêtement à sa soirée en échange, étant donné qu'elle est la reine du lycée. Tout fonctionnait pour le mieux, quand Sage découvre que ce n'est qu'une manigance. Elle se retourne contre Blair et veut lui pourrir sa soirée. Heureusement pour Blair, Serena lui remonte le moral en la motivant à croire en son talent, ce qui n'est pas faux quand elles découvrent que la plupart de ses articles sont vendus. 

### Épisode 8:D: La vérité aux deux visages
- États-Unis : 3 décembre 2012 sur The CW
- Québec : 15 octobre 2013 sur VRAK.TV

- États-Unis : 790 000 téléspectateurs[19]

- Robert John Burke (Bart Bass)
- Barry Watson (Steven)
- Sofia Black D'Elia (Sage)

Aujourd'hui, c'est Thanksgiving, et comme nous le savons tous cette journée a toujours son lot de drames. Dan et Serena veulent organiser un repas chez les Van der Woodsen. Ils invitent Blair, Nate, Chuck, Steven, Sage, et Lily et Bart se rajoutent au dernier moment. Nate et Blair essayent de remonter le moral à Chuck et de lui donner envie de se battre. Ils réussissent quand ils l'informent que Bruce Caplan est mort accidentellement. Ca ne peut pas être une coïncidence, surtout si on le lie à la mort de Cheikh Hassan. Ils fouillent dans les dossiers de Bart, pour en parler devant le couple au déjeuner. Lily, qui pour se cacher de Bart, joue la femme toujours pas convaincue, mais avoue à Chuck qu'elle était désolée de ne pas l'avoir crue. 
De son côté, Dan hésite à mettre en ligne ses chapitres sur Serena, surtout que plusieurs éléments pourraient le décider : Steven veut récupérer Serena, et Rufus lui conseille de s'éloigner d'elle, car il sera toujours considéré comme plus bas que l'élite de Manhattan. Il finit par publier le chapitre le plus méchant, mais vraie, et se prépare pour les retombées : Serena le quitte, et tout le monde le hait. Mais Dan compte appliquer quand-même un plan auquel il réfléchit depuis longtemps. Il reste heureux, car enfin on ne l'a pas pris de haut.

### Épisode 9:Œil pour œil, B pour B
- États-Unis : 10 décembre 2012 sur The CW
- Québec : 22 octobre 2013 sur VRAK.TV

- États-Unis : 1,06 million de téléspectateurs[20]

- Robert John Burke (Bart Bass)
- Michelle Trachtenberg (Georgina)
- Sofia Black D'Elia (Sage)

Chuck poursuit sa guerre contre son père. Malheureusement, Bart a toujours un coup d'avance sur Chuck, et envoie Nate en prison, parce que ce dernier jouait un double jeu. Ensuite, il menace Blair en l'enfermant dans une voiture pendant un trajet. Tout cela, pour que Chuck s'en aille en Russie, ce qu'il fait semblant d'accepter. Son père, ayant raté l'attentat contre Chuck (en faisant crasher son avion, mais Chuck est bien trop malin), il le coince sur le toit en espérant pouvoir le faire tomber dans le vide. Mais finalement,en se battant avec Chuck, il se retrouve sur le bord du toit sur le point de tomber quand Blair arrive. Ils regardent Bart se tenir péniblement et tout doucement, il commence à lâcher prise pour finalement chuter du toit. Le tout devant les regards médusés de Chuck et Blair.

### Épisode 10:New York, je t'aime
- États-Unis : 17 décembre 2012 sur The CW
- Québec : 29 octobre 2013 sur VRAK.TV

- États-Unis : 1,55 million de téléspectateurs[21]

Invités
- William Baldwin : William Van Der Woodsen
- Sofia Black D'Elia : Sage Spence
- Margaret Colin : Eleanor Waldorf
- Desmond Harrington : Jack Bass
- Connor Paolo : Eric Van Der Woodsen
- Wallace Shawn : Cyrus Rose
- Zuzanna Szadkowski : Dorota Kishlovsky
- Taylor Momsen : Jenny Humphrey
- Michelle Trachtenberg : Georgina Sparks

Non créditées
- Kristen Bell: elle-même
- Rachel Bilson: elle-même
- Katie Cassidy : Juliet Sharp
- Willa Holland : Agnes Andrews
- Lisa Loeb
- Ella Rae Peck : Lola Rhodes
- Jessica Szohr : Vanessa Abrams

Ayant chacun atteint leurs objectifs, Blair et Chuck se marient. L'identité de Gossip Girl est enfin révélée : Personne ne s'attendait à ça et pourtant, Gossip Girl n'est autre que... Dan Humphrey ! Au cours de l'ultime épisode de la série, ponctué de flash-backs, celui qu'on surnomme "Lonely Boy" révèle sa véritable identité. "Je ne suis pas né dans ce monde avec une cuillère en argent dans la bouche alors que je me suis dit que, peut-être, je pouvais m'y inclure de cette manière", explique la voix de Dan, qui résonne de la même manière que celle de Gossip Girl. "Et lorsque Serena est revenue de l'internat (dans le premier épisode de la série, NDLR), j'ai écrit la première entrée sur le blog de Gossip Girl. Lonely Boy, l'outsider, l'opprimé. Peut-être que j'étais une blague mais au moins les gens parlaient de moi", poursuit Dan. Côté intrigue, tous les protagonistes de "Gossip Girl" connaissent une fin heureuse : après six ans à jouer au chat à la souris, Chuck et Blair se marient enfin, et ont un fils, Henry, tout comme Serena et Dan, qui se passeront la bague au doigt cinq ans plus tard. Une union qu'on apprend grâce à un flash-forward. L'histoire ne dit pas avec qui Nate finira sa vie...
- Le titre original de l'épisode fait référence au film New York, I Love You, sorti en 2009.
- L'épisode a été précédé par une émission spéciale rétrospective.